# A Ferencvárosi TC 2011–2012-es szezonja
A Ferencvárosi TC 2011–12-es szezonja 2011 júniusában kezdődött, és 2012 májusában ért véget, mely sorozatban a 3., összességében pedig a 108. idénye volt a csapatnak a magyar első osztályban. A klub fennállásának ekkor volt a 113. évfordulója. A csapat a hazai kiírások mellett a nemzetközi porondon is szerepelt.
Az Európa-liga 1. selejtezőkörében az örmény Ulisz csapatát ejtették ki, 5–0-s összesítéssel, azonban a 2. selejtezőkörben a norvég Aalesunds FK 4–3-as összesítéssel búcsúztatta őket.
Az OTP Bank Ligában az 1. fordulóban a Kaposvári Rákóczi ellen mérkőztek meg, idegenben, július 17-én.
2011. augusztus 16-án lemondott Prukner László, a csapat vezetőedzője, helyét szakmai igazgatóként Détári Lajos vette át.
A magyar kupában a nyolcaddöntőig jutottak, ahol a másodosztályú Békéscsabai Előre állította meg őket.
A bajnokságot a tizenegyedik helyen zárták.

## A szezon eseményei
- 2011 májusában a Ferencváros megszerezte a 3. helyet a 2010–11-es bajnokságban, így biztossá vált, hogy a következő szezonban szerepelhet a nemzetközi porondon. Legutoljára erre 2005-ben volt példa, akkor a fehérorosz MTZ-RIPA 3–2-es összesítéssel ejtette ki a Fradit az UEFA-kupa első selejtezőkörében.[1]
- Június 18-án lejátszották első előkészületi mérkőzésüket, Dunaszerdahelyen. A mérkőzés végeredménye: DAC Dunajská Streda–Ferencváros 1–2.[2]
- Az Európa-liga 1. selejtezőkörének párosításait június 20-án sorsolták. A Ferencváros az örmény Uliszt kapta ellenfeléül. Amennyiben továbbjutnak a 2. selejtezőkörbe, az Aalesunds–Neath párharc győztesével játszanak.[3]
- Június 30-án a Ferencváros 3–0 arányban legyőzte hazai pályán az Ulisz csapatát, az Európa-liga selejtezőjében.[4]
- Július 7-én idegenben is győztek az Ulisz ellen (2–0), így 5–0-s összesítéssel jutottak tovább a 2. selejtezőkörbe, ahol a norvég Aalesunds FK volt az ellenfelük.[5]
- Július 10-én a 75. születésnapját ünneplő Lokomotyiv Moszkvával játszottak. A Moszkvában megrendezésre kerülő találkozón a magyar csapat 1–0-ra diadalmaskodott.[6]
- Július 14-én 2–1 arányban legyőzték hazai pályán az Aalesunds FK-t. A visszavágóra július 21-én kerül sor, Norvégiában.[7]
- Július 17-én lejátszották első bajnoki mérkőzésüket a 2011–12-es idényben. Az ellenfél a Kaposvári Rákóczi volt, a mérkőzés végeredménye 2–2 lett.[8]
- Július 21-én 3–1-re kikaptak az Aalesunds FK-tól, így 4–3-s összesítéssel búcsúztak a második legrangosabb európai kupasorozat további küzdelmeitől.[9]
- Augusztus 16-án a gyenge szezonkezdet miatt (öt bajnokin két döntetlen mellett három vereség volt a mérleg) lemondott vezetőedzői tisztségéből Prukner László. Prukner 2010 nyarától irányította a csapatot.[10] Helyét ideiglenesen a pályaedző, Nagy Tamás vette át, akinek megbízatása két meccs erejéig szólt.[11]

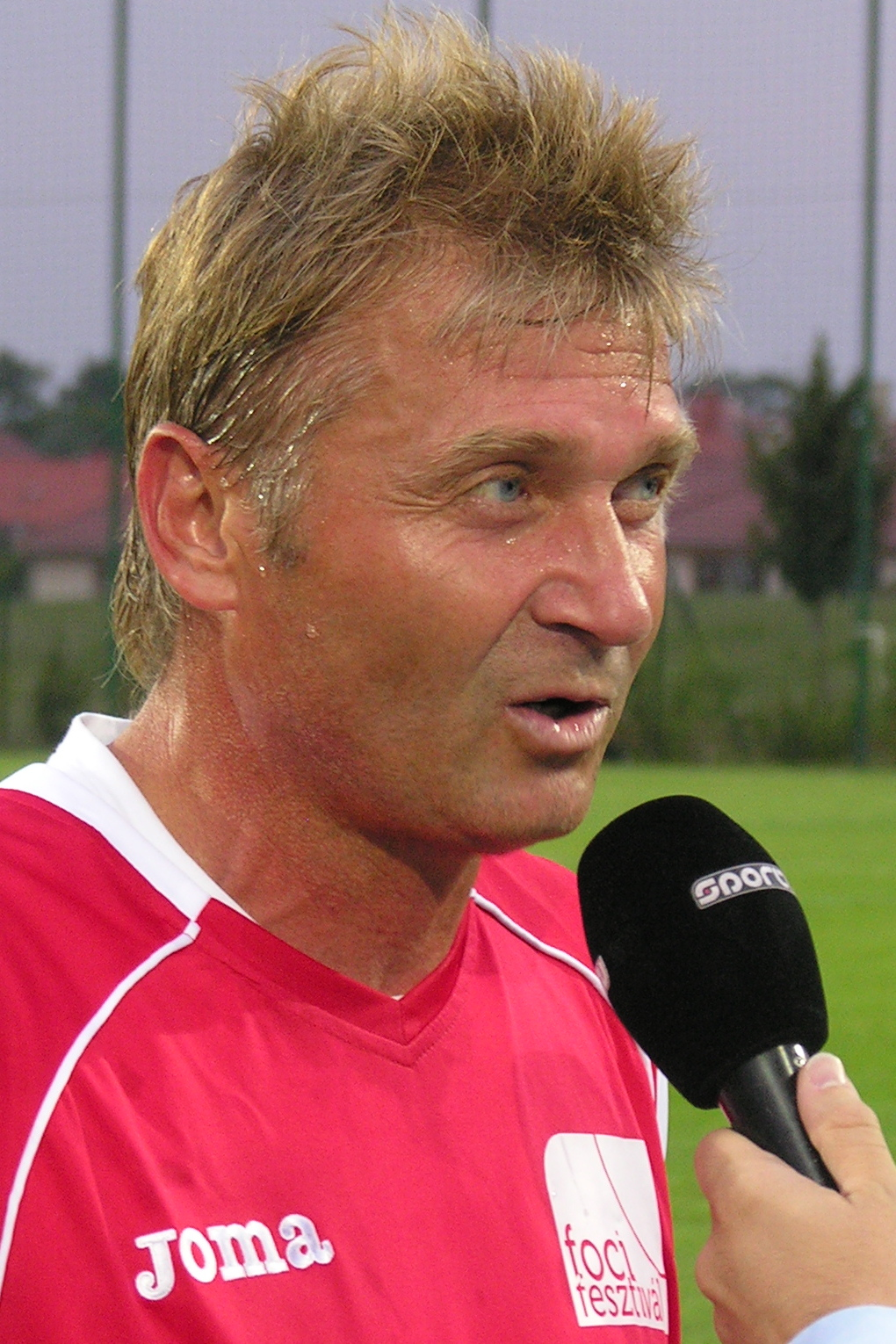
Détári Lajos

- Augusztus 30-án a korábbi világválogatott Détári Lajos lett a csapat új edzője. Szerződése a 2011–12-es szezon végéig szól.[12]
- Augusztus 31-én lejátszották első mérkőzésüket a ligakupa B csoportjában. BFC Siófok–Ferencváros 2–1.[13]
- Szeptember 11-én megszerezték első győzelmüket az OTP Bank Ligában. Ferencváros–Zalaegerszegi TE 2–0.[14]
- Október 22-én 3–0-ra legyőzték az Újpest csapatát az egyik legrégibb és a legnagyobb figyelem övezte magyarországi rangadón. Ezzel a sikerrel elkerültek a kieső zónából.[15]
- Október 26-án 5–2-s szolnoki győzelemmel léptek tovább a magyar kupa nyolcaddöntőjébe.[16]
- November 16-án lejátszották utolsó mérkőzésüket a Ligakupa csoportkörében, az ellenfél a BFC Siófok volt (1–2). A csapat a B csoport utolsó helyén végzett, 1 ponttal, így nem folytathatja a küzdelmeket tavasszal.[17]
- November 27-én egy 3–2-s Diósgyőr elleni győzelemmel zárták az őszi szezont az OTP Bank Ligában. A Ferencváros a 9. helyen telel a bajnokságban, 19 ponttal.[18]
- December 3-án 2–2-s döntetlent játszottak a Békéscsabai Előrével a magyar kupa nyolcaddöntőjében, így idegenben szerzett több góllal a békéscsabaiak jutottak tovább (az első mérkőzésen 0–0 lett a végeredmény).[19]
- 2012. március 3-án 2–1-s vereséggel kezdték a tavaszi szezont, a Debreceni VSC gárdája ellen.[20]
- Május 26-án 4–2-s paksi vereséggel zárták a szezont, amelyet végül a tizenegyedik helyen fejeztek be, 9 győzelemmel, 7 döntetlennel és 14 vereséggel. Az NB I 1901-es indulása óta még soha nem kapott ki tizennégyszer a Ferencváros csapata a bajnokságban.[21]

## Játékoskeret
| No. |     | Poszt | Játékos              |
| --- | --- | ----- | -------------------- |
| 1   | SVN | K     | Marko Ranilovič      |
| 3   | NED | V     | Mark Otten           |
| 4   | HUN | V     | Sváb Dániel          |
| 7   | BIH | KP    | Aleksandar Jovanović |
| 8   | HUN | KP    | Józsi György         |
| 10  | HUN | KP    | Lisztes Krisztián    |
| 11  | HUN | CS    | Oláh Lóránt1         |
| 13  | BRA | V     | Júnior               |
| 17  | HUN | KP    | Batik Bence          |
| 18  | HUN | KP    | Gárdos András        |
| 19  | SOM | KP    | Liban Abdi           |
| 20  | HUN | KP    | Rósa Dénes           |
| 21  | HUN | KP    | Zsivóczky Norbert    |
| 22  | HUN | KP    | Busai Attila         |
| 25  | HUN | KP    | Maróti Béla          |
| 26  | HUN | V     | Grúz Tamás           |

| No. |     | Poszt | Játékos                 |
| --- | --- | ----- | ----------------------- |
| 27  | HUN | KP    | Kulcsár Dávid           |
| 28  | HUN | K     | Gyenes Dávid            |
| 29  | HUN | V     | Fülöp Noel              |
| 35  | ARG | KP    | Héctor Gabriel Morales2 |
| 40  | HUN | K     | Végh Zoltán             |
| 41  | HUN | K     | Kunsági Roland          |
| 44  | CZE | V     | Martin Klein            |
| 51  | HUN | KP    | Vass Máté               |
| 55  | HUN | K     | Jova Levente            |
| 60  | HUN | CS    | Pölöskey Péter          |
| 77  | FIN | KP    | Juha Hakola             |
| 78  | HUN | V     | Balog Zoltán            |
| 88  | BRA | CS    | Somália                 |
| 97  | CRO | CS    | Marko Šimić             |
| 99  | HUN | CS    | Beliczky Gergő          |

Megjegyzések
1. Kölcsönjátékosként szerepelt a Kaposvári Rákóczitól.
2. Kölcsönjátékosként szerepelt az Estudiantestől.

## Átigazolások

### Átigazolások nyáron
| No. |     | Poszt | Játékos                                         |
| --- | --- | ----- | ----------------------------------------------- |
| 3   | NED | V     | Mark Otten (N.E.C.)                             |
| 7   | BIH | KP    | Aleksandar Jovanović (Hajduk Kula)              |
| 9   | BRA | CS    | Felipe Félix (Leixoes)                          |
| 11  | HUN | CS    | Oláh Lóránt (Kaposvári Rákóczi, kölcsönbe)      |
| 17  | BRA | CS    | Alison Silva (klub nélküli)                     |
| 21  | HUN | KP    | Zsivóczky Norbert (klub nélküli)                |
| 26  | HUN | V     | Grúz Tamás (Kaposvári Rákóczi)                  |
| 27  | HUN | KP    | Lisztes Krisztián (Vasas)                       |
| 35  | ARG | KP    | Héctor Gabriel Morales (Estudiantes, kölcsönbe) |
| 40  | HUN | K     | Végh Zoltán (Vasas)                             |
| 87  | HUN | KP    | Fitos László (Szolnoki MÁV, kölcsönből vissza)  |
| 88  | BRA | CS    | Somália (Bangu)                                 |
| ––  | HUN | KP    | Kulcsár Dávid (Vasas, kölcsönből vissza)        |

| No. |     | Poszt | Játékos                                         |
| --- | --- | ----- | ----------------------------------------------- |
| 3   | NED | V     | Mark Otten (N.E.C.)                             |
| 7   | BIH | KP    | Aleksandar Jovanović (Hajduk Kula)              |
| 9   | BRA | CS    | Felipe Félix (Leixoes)                          |
| 11  | HUN | CS    | Oláh Lóránt (Kaposvári Rákóczi, kölcsönbe)      |
| 17  | BRA | CS    | Alison Silva (klub nélküli)                     |
| 21  | HUN | KP    | Zsivóczky Norbert (klub nélküli)                |
| 26  | HUN | V     | Grúz Tamás (Kaposvári Rákóczi)                  |
| 27  | HUN | KP    | Lisztes Krisztián (Vasas)                       |
| 35  | ARG | KP    | Héctor Gabriel Morales (Estudiantes, kölcsönbe) |
| 40  | HUN | K     | Végh Zoltán (Vasas)                             |
| 87  | HUN | KP    | Fitos László (Szolnoki MÁV, kölcsönből vissza)  |
| 88  | BRA | CS    | Somália (Bangu)                                 |
| ––  | HUN | KP    | Kulcsár Dávid (Vasas, kölcsönből vissza)        |

| No. |     | Poszt | Játékos                                                 |
| --- | --- | ----- | ------------------------------------------------------- |
| 5   | BRA | V     | Adriano Alves                                           |
| 10  | BRA | KP    | Andrézinho                                              |
| 14  | SRB | KP    | Srđan Stanić                                            |
| 15  | SRB | V     | Đorđe Tutorić                                           |
| 18  | CZE | KP    | Marek Heinz (Sigma Olomouc)                             |
| 23  | MLT | K     | Justin Haber (AÓ Kérkira)                               |
| 26  | HUN | V     | Dragóner Attila (visszavonult)                          |
| 27  | MLT | CS    | André Schembri (Olimbiakósz Vólu)                       |
| 35  | ARG | KP    | Héctor Gabriel Morales (Estudiantes, kölcsönből vissza) |
| 88  | HUN | KP    | Kulcsár Dávid (Vasas)                                   |

| No. |     | Poszt | Játékos                                                 |
| --- | --- | ----- | ------------------------------------------------------- |
| 5   | BRA | V     | Adriano Alves                                           |
| 10  | BRA | KP    | Andrézinho                                              |
| 14  | SRB | KP    | Srđan Stanić                                            |
| 15  | SRB | V     | Đorđe Tutorić                                           |
| 18  | CZE | KP    | Marek Heinz (Sigma Olomouc)                             |
| 23  | MLT | K     | Justin Haber (AÓ Kérkira)                               |
| 26  | HUN | V     | Dragóner Attila (visszavonult)                          |
| 27  | MLT | CS    | André Schembri (Olimbiakósz Vólu)                       |
| 35  | ARG | KP    | Héctor Gabriel Morales (Estudiantes, kölcsönből vissza) |
| 88  | HUN | KP    | Kulcsár Dávid (Vasas)                                   |

### Átigazolások télen
| No. |     | Poszt | Játékos                       |
| --- | --- | ----- | ----------------------------- |
| 17  | HUN | KP    | Batik Bence (klub nélküli)    |
| 22  | HUN | KP    | Busai Attila (klub nélküli)   |
| 27  | HUN | KP    | Kulcsár Dávid (Vasas)         |
| 41  | HUN | K     | Kunsági Roland (klub nélküli) |
| 97  | CRO | CS    | Marko Šimić                   |
| 99  | HUN | CS    | Beliczky Gergő (Vasas)        |

| No. |     | Poszt | Játékos                       |
| --- | --- | ----- | ----------------------------- |
| 17  | HUN | KP    | Batik Bence (klub nélküli)    |
| 22  | HUN | KP    | Busai Attila (klub nélküli)   |
| 27  | HUN | KP    | Kulcsár Dávid (Vasas)         |
| 41  | HUN | K     | Kunsági Roland (klub nélküli) |
| 97  | CRO | CS    | Marko Šimić                   |
| 99  | HUN | CS    | Beliczky Gergő (Vasas)        |

| No. |     | Poszt | Játékos                   |
| --- | --- | ----- | ------------------------- |
| 30  | HUN | KP    | Tóth Bence (Lombard Pápa) |
| 85  | HUN | V     | Csizmadia Csaba (Gyirmót) |
| 87  | HUN | KP    | Fitos László (Gyirmót)    |

| No. |     | Poszt | Játékos                   |
| --- | --- | ----- | ------------------------- |
| 30  | HUN | KP    | Tóth Bence (Lombard Pápa) |
| 85  | HUN | V     | Csizmadia Csaba (Gyirmót) |
| 87  | HUN | KP    | Fitos László (Gyirmót)    |

## Mérkőzések

### Barátságos találkozók
| 2011. június 18. 19:30 |

| DAC Dunajská Streda | 1 – 2   | Ferencváros         |
| ------------------- | ------- | ------------------- |
| Matůš 69'           | (0 – 1) | Félix 40' Fitos 59' |

| Városi Stadion, Dunaszerdahely |

| 2011. június 22. 16:00 |

| Ferencváros              | 2 – 1   | FC Timișoara |
| ------------------------ | ------- | ------------ |
| Oláh 4' Alison Silva 61' | (1 – 0) | Axente 78'   |

| Tiszaújváros |

| 2011. július 10. 17:00 |

| Lokomotyiv Moszkva | 0 – 1   | Ferencváros         |
| ------------------ | ------- | ------------------- |
|                    | (0 – 0) | Rósa 67' (11-esből) |

| Lokomotyiv Stadion, Moszkva |

| 2011. augusztus 10. 17:00 |

| Balatonfüred          | 2 – 7   | Ferencváros                                          |
| --------------------- | ------- | ---------------------------------------------------- |
| Marosvölgyi Boromisza | (1 – 4) | Alison Silva Rósa Félix Tóth Oláh Pölöskey Zsivóczky |

| Balatonfüred |

| 2012. január 24. 14:00 |

| Ferencváros | 1 – 3   | Viitorul Constanţa         |
| ----------- | ------- | -------------------------- |
| Varga 85'   | (0 – 2) | Rusu 9' 26' 50' (11-esből) |

| Belek |

| 2012. január 26. 14:00 |

| Ferencváros | 1 – 1   | Azerbajdzsán U21 |
| ----------- | ------- | ---------------- |
| Pölöskey    | (1 – 0) | Umarov           |

| Belek |

| 2012. január 27. 14:00 |

| Ferencváros           | 2 – 5   | Admira Wacker                                          |
| --------------------- | ------- | ------------------------------------------------------ |
| Pölöskey 6' Batik 59' | (1 – 3) | Sabitzer 11' 70' Sulimani 35' 57' (11-esből) Fucik 45' |

| Belek |

| 2012. február 4. 22:00 |

| Ferencváros         | 1 – 2   | River Plate      |
| ------------------- | ------- | ---------------- |
| Oláh 70' (11-esből) | (0 – 2) | Vila Ruis 1' 23' |

| Silverdome, Detroit |

| 2012. február 7. 00:00 |

| Ferencváros                 | 2 – 1   | Vasas                                |
| --------------------------- | ------- | ------------------------------------ |
| Pölöskey 4' Lisztes 54' 76' | (1 – 1) | Hercegfalvi 17' Kulcsár 35' Kiss 90′ |

| Silverdome, Detroit |

| 2012. február 18. 13:00 |

| Egri FC          | 2 – 2   | Ferencváros                  |
| ---------------- | ------- | ---------------------------- |
| Hrisztov 60' 80' | (0 – 1) | Knakal 2' (öngól) Gárdos 70' |

| Eger |

| 2012. február 25. 11:00 |

| Ferencváros | 1 – 0   | Soroksár |
| ----------- | ------- | -------- |
| Lisztes     | (0 – 0) |          |

| Budapest |

### OTP Bank Liga
| 1. forduló 2011. július 17. 18:00 |

| Kaposvári Rákóczi                          | 2 – 2                         | Ferencváros             |
| ------------------------------------------ | ----------------------------- | ----------------------- |
| Okuka 5' 34' Perić 73' Zsók 28' Grumić 45' | (1 – 1) Jegyzőkönyv Részletek | Félix 26' 34' Otten 83' |

| Rákóczi Stadion, Kaposvár Nézőszám: 4 700 Játékvezető: Kassai Viktor (magyar) |

| 2. forduló 2011. július 24. 18:00 |

| Ferencváros                     | 1 – 1                         | Diósgyőri VTK                                               |
| ------------------------------- | ----------------------------- | ----------------------------------------------------------- |
| Abdi 4' Andrézinho 66' Grúz 67' | (1 – 0) Jegyzőkönyv Részletek | Luque 69' Abdouraman 28' Gallardo 38′ Menougong 58' Pál 84′ |

| Albert Flórián Stadion, Budapest Nézőszám: 6 400 Játékvezető: Miquel Álvaro García (chilei) |

| 3. forduló 2011. július 31. 18:00 |

| Debreceni VSC          | 1 – 0                         | Ferencváros                  |
| ---------------------- | ----------------------------- | ---------------------------- |
| Bódi 45' Coulibaly 45' | (1 – 0) Jegyzőkönyv Részletek | Abdi 62' Félix 78' Balog 90' |

| Oláh Gábor utcai stadion, Debrecen Nézőszám: 9 000 Játékvezető: Iványi Zoltán (magyar) |

| 4. forduló 2011. augusztus 7. 18:00 |

| Ferencváros                                    | 0 – 1                         | Pécsi MFC                                              |
| ---------------------------------------------- | ----------------------------- | ------------------------------------------------------ |
| Grúz 41' Morales 73' Jovanović 82' Félix 90+2' | (0 – 0) Jegyzőkönyv Részletek | Nagy 83' 77' Gyánó 27' Simonfalvi 76' Šćepanović 90+2' |

| Albert Flórián Stadion, Budapest Nézőszám: 4 000 Játékvezető: Fábián Mihály (magyar) |

| 5. forduló 2011. augusztus 13. 20:00 |

| Budapest Honvéd                                           | 1 – 0                         | Ferencváros   |
| --------------------------------------------------------- | ----------------------------- | ------------- |
| Németh 73' 71' Akassou 64' Abass 85' Novák 88' Lovrić 90' | (0 – 0) Jegyzőkönyv Részletek | Jovanović 40' |

| Bozsik József Stadion, Budapest Nézőszám: 4 500 Játékvezető: Bognár Tamás (magyar) |

| 6. forduló 2011. augusztus 21. 18:00 |

| Ferencváros                                              | 1 – 2                         | Haladás                                          |
| -------------------------------------------------------- | ----------------------------- | ------------------------------------------------ |
| Rósa 73' (11-esből) Lisztes 46' Jovanović 83' Júnior 90' | (0 – 1) Jegyzőkönyv Részletek | Vujović 5' 53' Halmosi 56' Sluka 63′ Oross 90+3' |

| Albert Flórián Stadion, Budapest Nézőszám: 4 000 Játékvezető: Iványi Zoltán (magyar) |

| 7. forduló 2011. augusztus 28. 18:00 |

| Vasas                                           | 2 – 0                         | Ferencváros          |
| ----------------------------------------------- | ----------------------------- | -------------------- |
| Kovács 5' 61' Bárányos 69' Bakos 50' Farkas 85' | (1 – 0) Jegyzőkönyv Részletek | Maróti 50' Félix 68' |

| Puskás Ferenc Stadion, Budapest Nézőszám: 3 500 Játékvezető: Szilasi Szabolcs (magyar) |

| 8. forduló 2011. szeptember 11. 18:00 |

| Ferencváros                                                    | 2 – 0                         | Zalaegerszegi TE                                    |
| -------------------------------------------------------------- | ----------------------------- | --------------------------------------------------- |
| Oláh 66' Tóth 75' Somália 39' Maróti 43' Hakola 45' Júnior 72' | (0 – 0) Jegyzőkönyv Részletek | Máté 4' Bogunović 7' Szalai 38' Kamber 48' Méyé 55′ |

| Albert Flórián Stadion, Budapest Nézőszám: 3 700 Játékvezető: Szabó Zsolt (magyar) |

| 9. forduló 2011. szeptember 18. 18:00 |

| Győri ETO                                                                | 2 – 0                         | Ferencváros                                 |
| ------------------------------------------------------------------------ | ----------------------------- | ------------------------------------------- |
| Alekszidze 16' Trajković 23' Babić 38' Fehér 39' Dudás 65' Ji-Paraná 90' | (2 – 0) Jegyzőkönyv Részletek | Oláh 36' Csizmadia 67' Maróti 76' Otten 80' |

| ETO Park, Győr Nézőszám: 10 000 Játékvezető: Bognár Tamás (magyar) |

| 10. forduló 2011. szeptember 25. 16:00 |

| Kecskeméti TE                     | 1 – 0                         | Ferencváros        |
| --------------------------------- | ----------------------------- | ------------------ |
| Lencse 33' Radanović 78' Bori 81' | (1 – 0) Jegyzőkönyv Részletek | Tóth 74' Klein 80' |

| Széktói Stadion, Kecskemét Nézőszám: 5 500 Játékvezető: Solymosi Péter (magyar) |

| 11. forduló 2011. október 2. 18:00 |

| Ferencváros              | 0 – 1                         | Videoton                                |
| ------------------------ | ----------------------------- | --------------------------------------- |
| Júnior 71' Jovanović 76' | (0 – 1) Jegyzőkönyv Részletek | André Alves 14' Oliveira 21' Brachi 86' |

| Albert Flórián Stadion, Budapest Nézőszám: 4 200 Játékvezető: Kassai Viktor (magyar) |

| 12. forduló 2011. október 16. 18:00 |

| Lombard Pápa | 1 – 2                         | Ferencváros                           |
| ------------ | ----------------------------- | ------------------------------------- |
| Marić 47'    | (0 – 0) Jegyzőkönyv Részletek | Somália 54' 58' Klein 74' Pölöskey 8' |

| Perutz Stadion, Pápa Nézőszám: 2 500 Játékvezető: Fábián Mihály (magyar) |

| 13. forduló 2011. október 22. 15:00 |

| Ferencváros                                                         | 3 – 0                         | Újpest                                        |
| ------------------------------------------------------------------- | ----------------------------- | --------------------------------------------- |
| Pölöskey 7' Somália 38' Lisztes 90+2' Józsi 8' Júnior 35' Balog 62' | (2 – 0) Jegyzőkönyv Részletek | Szokol 38' Marković 41' Pollák 57' Barczi 70' |

| Albert Flórián Stadion, Budapest Nézőszám: 12 100 Játékvezető: Kassai Viktor (magyar) |

| 14. forduló 2011. október 30. 18:00 |

| BFC Siófok                                        | 0 – 2                         | Ferencváros                                   |
| ------------------------------------------------- | ----------------------------- | --------------------------------------------- |
| Huszák 28' Melczer 84' Mogyorósi 85' Haraszti 89' | (0 – 1) Jegyzőkönyv Részletek | Pölöskey 26' Hakola 75' Józsi 66' Somália 79' |

| Révész Géza utcai stadion, Siófok Nézőszám: 3 000 Játékvezető: Iványi Zoltán (magyar) |

| 15. forduló 2011. november 6. 18:00 |

| Ferencváros | 0 – 0                         | Paksi FC                  |
| ----------- | ----------------------------- | ------------------------- |
| Lisztes 79' | (0 – 0) Jegyzőkönyv Részletek | Sifter 37' Magasföldi 85' |

| Albert Flórián Stadion, Budapest Nézőszám: 9 000 Játékvezető: Andó-Szabó Sándor (magyar) |

| 16. forduló 2011. november 20. 18:00 |

| Ferencváros  | 0 – 0                         | Kaposvári Rákóczi                 |
| ------------ | ----------------------------- | --------------------------------- |
| Pölöskey 62' | (0 – 0) Jegyzőkönyv Részletek | Perić 58′ Gujić 86' Hajdúch 90+2' |

| Albert Flórián Stadion, Budapest Nézőszám: 4 000 Játékvezető: Németh Ádám (magyar) |

| 17. forduló 2011. november 27. 18:00 |

| Diósgyőri VTK                                     | 2 – 3                         | Ferencváros                                             |
| ------------------------------------------------- | ----------------------------- | ------------------------------------------------------- |
| Seydi 16' 17' Luque 38' Vadász 42' Abdouraman 83' | (2 – 1) Jegyzőkönyv Részletek | Somália 23' 58' Pölöskey 52' 55' Jovanović 48' Abdi 85′ |

| DVTK-stadion, Miskolc Nézőszám: 11 398 Játékvezető: Solymosi Péter (magyar) |

| 18. forduló 2012. március 3. 17:30 |

| Ferencváros                              | 1 – 2                         | Debreceni VSC                                |
| ---------------------------------------- | ----------------------------- | -------------------------------------------- |
| Klein 54' Busai 34' Júnior 44' Balog 44' | (0 – 1) Jegyzőkönyv Részletek | Coulibaly 42' Szakály 80' Bódi 33' Rezes 78' |

| Albert Flórián Stadion, Budapest Nézőszám: 9 300 Játékvezető: Bognár Tamás (magyar) |

| 19. forduló 2012. március 11. 16:00 |

| Pécsi MFC                             | 0 – 2                         | Ferencváros                                                   |
| ------------------------------------- | ----------------------------- | ------------------------------------------------------------- |
| Okoronkwo 33' Demjén 44' Lantos 90+1' | (0 – 1) Jegyzőkönyv Részletek | Jovanović 6' Pölöskey 90+2' Somália 52' Klein 72' Lisztes 82' |

| PMFC Stadion, Pécs Nézőszám: 5 000 Játékvezető: Fábián Mihály (magyar) |

| 20. forduló 2012. március 18. 18:00 |

| Ferencváros | 0 – 0               | Budapest Honvéd                    |
| ----------- | ------------------- | ---------------------------------- |
| Busai 6'    | (0 – 0) Jegyzőkönyv | Botis 16' Debreceni 28' Tchami 75' |

| Albert Flórián Stadion, Budapest Nézőszám: 6 955 Játékvezető: Szabó Zsolt (magyar) |

| 21. forduló 2012. március 25. 18:00 |

| Haladás                                              | 2 – 1               | Ferencváros                              |
| ---------------------------------------------------- | ------------------- | ---------------------------------------- |
| Kenesei 86' (11-esből) 90+2' Nagy G. 20' Kulcsár 88' | (0 – 0) Jegyzőkönyv | Kulcsár D. 56' 57' Grúz 33' Pölöskey 79' |

| Rohonci úti stadion, Szombathely Nézőszám: 8 000 Játékvezető: Kassai Viktor (magyar) |

| 22. forduló 2012. március 31. 15:00 |

| Ferencváros                                             | 1 – 0               | Vasas    |
| ------------------------------------------------------- | ------------------- | -------- |
| Pölöskey 45' (11-esből) Kulcsár 41' Klein 53' Busai 86' | (1 – 0) Jegyzőkönyv | Tóth 63' |

| Albert Flórián Stadion, Budapest Nézőszám: 4 662 Játékvezető: Andó-Szabó Sándor (magyar) |

| 23. forduló 2012. április 8. 18:00 |

| Zalaegerszegi TE                                     | 2 – 3               | Ferencváros                                              |
| ---------------------------------------------------- | ------------------- | -------------------------------------------------------- |
| Kocsárdi 42' (11-esből) 78' Máté 57' 32' Szakály 39' | (1 – 0) Jegyzőkönyv | Šimić 61' Hakola 71' 90+2' Grúz 22' Júnior 41' Balog 86' |

| ZTE Aréna, Zalaegerszeg Nézőszám: 4 286 Játékvezető: Bognár Tamás (magyar) |

| 24. forduló 2012. április 14. 17:30 |

| Ferencváros                                                           | 2 – 2               | Győri ETO                                                                  |
| --------------------------------------------------------------------- | ------------------- | -------------------------------------------------------------------------- |
| Beliczky 21' Busai 79' Balog 23' Józsi 33' Pölöskey 53' Jovanović 88' | (1 – 2) Jegyzőkönyv | Trajković 15' 80' Đorđević 24' Kamber 20' Babić 49' Střeštík 50' Varga 71' |

| Albert Flórián Stadion, Budapest Nézőszám: 4 800 Játékvezető: Iványi Zoltán (magyar) |

| 25. forduló 2012. április 21. 17:30 |

| Ferencváros                | 2 – 1                         | Kecskeméti TE                                        |
| -------------------------- | ----------------------------- | ---------------------------------------------------- |
| Šimić 1' Grúz 32' Sváb 80′ | (2 – 0) Jegyzőkönyv Részletek | Litsingi 47' Mohl 32' Bertus 60' Pekár 70′ Savić 86' |

| Albert Flórián Stadion, Budapest Nézőszám: 4 761 Játékvezető: Solymosi Péter (magyar) |

| 26. forduló 2012. április 29. 16:00 |

| Videoton                                                    | 2 – 0               | Ferencváros       |
| ----------------------------------------------------------- | ------------------- | ----------------- |
| Nikolics 67' Mitrović 78' (11-esből) Tóth 22' Torghelle 70' | (0 – 0) Jegyzőkönyv | Grúz 63' Jova 77' |

| Sóstói Stadion, Székesfehérvár Nézőszám: 8 742 Játékvezető: Fábián Mihály (magyar) |

| 27. forduló 2012. május 5. 17:30 |

| Ferencváros         | 0 – 2               | Lombard Pápa                   |
| ------------------- | ------------------- | ------------------------------ |
| Otten 23' Balog 68′ | (0 – 2) Jegyzőkönyv | Lovrencsics 15' 31' Farkas 71' |

| Albert Flórián Stadion, Budapest Nézőszám: 3 417 Játékvezető: Berger József (magyar) |

| 28. forduló 2012. május 12. 15:00 |

| Újpest                                                    | 1 – 1               | Ferencváros                             |
| --------------------------------------------------------- | ------------------- | --------------------------------------- |
| Vasiljević 83' (11-esből) Nagy 17' Eninful 38' Lipták 81' | (0 – 1) Jegyzőkönyv | Grúz 22' 82′ Jovanović 18' Pölöskey 90' |

| Szusza Ferenc Stadion, Budapest Nézőszám: 9 527 Játékvezető: Kassai Viktor (magyar) |

| 29. forduló 2012. május 19. 15:00 |

| Ferencváros                        | 0 – 1               | BFC Siófok                                           |
| ---------------------------------- | ------------------- | ---------------------------------------------------- |
| Jovanović 41' Júnior 54' Klein 73' | (0 – 0) Jegyzőkönyv | Simon 85' Haraszti 41' Egerszegi 48' Ribánszki 90+3' |

| Albert Flórián Stadion, Budapest Nézőszám: 6 000 Játékvezető: Szilasi Szabolcs (magyar) |

| 30. forduló 2012. május 26. 15:00 |

| Paksi FC                           | 4 – 2               | Ferencváros                  |
| ---------------------------------- | ------------------- | ---------------------------- |
| Böde 10' Kiss 35' 37' Szatmári 47' | (3 – 2) Jegyzőkönyv | Klein 18' Oláh 20' Batik 53' |

| Fehérvári út, Paks Nézőszám: 4 100 Játékvezető: Solymosi Péter (magyar) |

### Magyar kupa
| 2011. október 26. 14:00 |

| Szolnoki MÁV                                               | 2 – 5               | Ferencváros                                                                  |
| ---------------------------------------------------------- | ------------------- | ---------------------------------------------------------------------------- |
| Kalmár 31' B. Tóth 37' Szecsei 14' Antal 24′ Szeleczki 60' | (2 – 4) Jegyzőkönyv | Pölöskey 9' Somália 21' 41' Józsi 26' (11-esből) 58' Csizmadia 68' Otten 39' |

| Tiszaligeti stadion, Szolnok Nézőszám: 1 500 Játékvezető: Berger József (magyar) |

| 2011. november 30. 18:00 |

| Békéscsabai Előre                | 0 – 0               | Ferencváros             |
| -------------------------------- | ------------------- | ----------------------- |
| Kállai 24' Balogh 38' Tchana 82' | (0 – 0) Jegyzőkönyv | Hakola 26' Pölöskey 89' |

| Kórház utcai stadion, Békéscsaba Nézőszám: 7 000 Játékvezető: Fábián Mihály (magyar) |

| 2011. december 3. 15:00 |

| Ferencváros                                                              | 2 – 2               | Békéscsabai Előre                                                       |
| ------------------------------------------------------------------------ | ------------------- | ----------------------------------------------------------------------- |
| Júnior 5' (11-esből) Otten 55' 55' Jovanović 41' Jova 74′ Pölöskey 90+2' | (1 – 1) Jegyzőkönyv | Makra 31' 82' Leucuţă 76' (11-esből) Balázs 35' Mészáros 43' Tchana 77′ |

| Albert Flórián Stadion, Budapest Nézőszám: 2 100 Játékvezető: Miquel Álvaro García (chilei) |

### Ligakupa
| 2011. augusztus 31. 18:00 |

| BFC Siófok                                                     | 2 – 1               | Ferencváros      |
| -------------------------------------------------------------- | ------------------- | ---------------- |
| Lengyel 14' Sowunmi 62' Fehér 11' Horváth B. 77' Mogyorósi 85' | (1 – 1) Jegyzőkönyv | Pölöskey 20' 72' |

| Révész Géza utca, Siófok Nézőszám: 500 Játékvezető: Radványi Ádám (magyar) |

| 2011. szeptember 7. 20:00 |

| Ferencváros                                     | 1 – 4               | Pécsi MFC                                                                 |
| ----------------------------------------------- | ------------------- | ------------------------------------------------------------------------- |
| Nyilasi 30' Félix 19' Oláh 45′ Alison Silva 72′ | (1 – 3) Jegyzőkönyv | Bajzát 5' Andorka 7' Antal 34' (öngól) Demjén 65' Nagy J. 40' Holczer 72′ |

| Albert Flórián Stadion, Budapest Nézőszám: 300 Játékvezető: Farkas Tibor (magyar) |

| 2011. október 5. 18:00 |

| Ferencváros            | 0 – 2               | Kaposvári Rákóczi |
| ---------------------- | ------------------- | ----------------- |
| Rósa 36' Ranilovič 84′ | (0 – 1) Jegyzőkönyv | Grumić 38' 65'    |

| Albert Flórián Stadion, Budapest Nézőszám: 250 Játékvezető: Berke Balázs (magyar) |

| 2011. október 12. 18:00 |

| Kaposvári Rákóczi                                 | 2 – 2               | Ferencváros                                           |
| ------------------------------------------------- | ------------------- | ----------------------------------------------------- |
| Pavlović 28' (11-esből) Jammeh 46' 51' Farkas 35' | (1 – 1) Jegyzőkönyv | Fitos 42' Nyilasi 87' Antal 19' Grúz 26' Nyárasdi 28' |

| Rákóczi Stadion, Kaposvár Nézőszám: 600 Játékvezető: Böcskei Balázs (magyar) |

| 2011. november 10. 18:00 |

| Pécsi MFC                               | 2 – 1               | Ferencváros                                |
| --------------------------------------- | ------------------- | ------------------------------------------ |
| Pákolicz 3' 65' Šćepanović 55' Goia 77' | (1 – 1) Jegyzőkönyv | Lisztes 17' Grúz 54' Morales 57' Honma 60' |

| PMFC Stadion, Pécs Nézőszám: 400 Játékvezető: Farkas Ádám (magyar) |

| 2011. november 16. 19:00 |

| Ferencváros         | 1 – 2               | BFC Siófok                                               |
| ------------------- | ------------------- | -------------------------------------------------------- |
| Oláh 56' (11-esből) | (0 – 0) Jegyzőkönyv | Fejes 52' Melczer 60' (11-esből) 42' Bozović 8' Gadó 53' |

| Albert Flórián Stadion, Budapest Nézőszám: 200 Játékvezető: Erdős József (magyar) |

### Európa-liga
| 2011. június 30. 19:00 |

| Ferencváros                              | 3 – 0               | Ulisz           |
| ---------------------------------------- | ------------------- | --------------- |
| Józsi 31' Otten 33' Félix 69' Maróti 45' | (2 – 0) Jegyzőkönyv | Bareghamjan 39' |

| Albert Flórián Stadion, Budapest Nézőszám: 6 600 Játékvezető: Slavko Vinčič (szlovén) |

| 2011. július 7. 16:00 |

| Ulisz                   | 0 – 2               | Ferencváros                    |
| ----------------------- | ------------------- | ------------------------------ |
| Grigorjan 14' Zokou 77' | (0 – 1) Jegyzőkönyv | Abdi 34' (11-esből) Oláh 90+4' |

| Hrazdan Stadion, Jereván Nézőszám: 1 500 Játékvezető: Olekszandr Derdo (ukrán) |

| 2011. július 14. 19:00 |

| Ferencváros                              | 2 – 1               | Aalesunds FK                           |
| ---------------------------------------- | ------------------- | -------------------------------------- |
| Oláh 38' Abdi 56' Jovanović 13' Grúz 58' | (1 – 1) Jegyzőkönyv | Okoronkwo 27' Jääger 66' Myklebust 70' |

| Albert Flórián Stadion, Budapest Nézőszám: 8 000 Játékvezető: Marius Avram (román) |

| 2011. július 21. 19:00 |

| Aalesunds FK                                                       | 3 – 1 (h. u.)       | Ferencváros                                        |
| ------------------------------------------------------------------ | ------------------- | -------------------------------------------------- |
| Barrantes 72' (11-esből) Fuhre 87' Post 119' Parr 55' Morrison 57' | (0 – 1) Jegyzőkönyv | Oláh 42' Maróti 57' Grúz 66' Fülöp 70' Júnior 104' |

| Color Line Stadion, Ålesund Nézőszám: 5 142 Játékvezető: Szymon Marciniak (lengyel) |

## Statisztikák
Utolsó elszámolt mérkőzés dátuma: 2012. május 26.

### A bajnokság végeredménye
| #   | Csapat            | M  | GY | D  | V  | G+ – G– | GK  | P                                                      | Megjegyzések                                   |
| --- | ----------------- | -- | -- | -- | -- | ------- | --- | ------------------------------------------------------ | ---------------------------------------------- |
| 1.  | Debreceni VSC     | 30 | 22 | 8  | 0  | 64–18   | +46 | 74                                                     | 2012–2013-as Bajnokok Ligája – 2. selejtezőkör |
| 2.  | Videoton          | 30 | 21 | 3  | 6  | 58–19   | +39 | 66                                                     | 2012–2013-as Európa-liga – 2. selejtezőkör     |
| 3.  | Győri ETO         | 30 | 20 | 3  | 7  | 56–31   | +25 | 63 \|style="background-color: #FAFAFA;"\|              |                                                |
| 4.  | Budapest Honvéd   | 30 | 13 | 7  | 10 | 48–40   | +8  | 46                                                     | 2012–2013-as Európa-liga – 1. selejtezőkör     |
| 5.  | Kecskeméti TE     | 30 | 13 | 6  | 11 | 48–38   | +10 | 45 \|rowspan="10" style="background-color: #FAFAFA;"\| |                                                |
| 6.  | Paksi FC          | 30 | 12 | 9  | 9  | 47–51   | −4  | 45                                                     |                                                |
| 7.  | Diósgyőr          | 30 | 13 | 4  | 13 | 42–43   | −1  | 43                                                     |                                                |
| 8.  | Haladás           | 30 | 9  | 11 | 10 | 39–37   | +2  | 38                                                     |                                                |
| 9.  | BFC Siófok        | 30 | 9  | 9  | 12 | 30–41   | −11 | 36                                                     |                                                |
| 10. | Kaposvári Rákóczi | 30 | 7  | 14 | 9  | 35–42   | −7  | 35                                                     |                                                |
| 11. | Ferencváros       | 30 | 9  | 7  | 14 | 31–36   | −5  | 34                                                     |                                                |
| 12. | Pécsi MFC         | 30 | 8  | 10 | 12 | 36–50   | −14 | 34                                                     |                                                |
| 13. | Újpest            | 30 | 8  | 8  | 14 | 34–46   | −12 | 32                                                     |                                                |
| 14. | Lombard Pápa      | 30 | 8  | 6  | 16 | 26–40   | −14 | 30                                                     |                                                |
| 15. | Vasas             | 30 | 5  | 9  | 16 | 29–51   | −22 | 22                                                     | NB II                                          |
| 16. | Zalaegerszegi TE  | 30 | 1  | 10 | 19 | 25–65   | −40 | 13                                                     | NB II                                          |

Forrás: MLSZ adatbank 
A rangsorolás alapszabályai: 1. összpontszám, 2. győzelmek száma, 3. gólkülönbség, 4. szerzett gólok száma, 5. egymás elleni eredmények összpontszáma,  6. egymás elleni eredmények gólkülönbsége, 7. egymás elleni eredmények szerzett góljainak száma, 8. egymás elleni eredmények idegenben szerzett góljainak száma.
A Vasastól két pontot levontak.
(B): Bajnokcsapat, (K): Kieső csapat, (F): Feljutó csapat, (I): Kupainduló, (R): A rájátszás győztese, (KGY): Kupagyőztes

Jegyzet
- A Győri ETO FC-t az UEFA kizárta, ezért a negyedik helyezett csapat indulhatott a 2012–2013-as Európa-ligában.[23]

### Helyezések fordulónként
Jelmagyarázat
- O: Otthon
- I: Idegenben
- GY: Győzelem
- D: Döntetlen
- V: Vereség

| Forduló  | 1 | 2  | 3  | 4  | 5  | 6  | 7  | 8  | 9  | 10 | 11 | 12 | 13 | 14 | 15 | 16 | 17 | 18 | 19 | 20 | 21 | 22 | 23 | 24 | 25 | 26 | 27 | 28 | 29 | 30 |
| -------- | - | -- | -- | -- | -- | -- | -- | -- | -- | -- | -- | -- | -- | -- | -- | -- | -- | -- | -- | -- | -- | -- | -- | -- | -- | -- | -- | -- | -- | -- |
| Helyszín | I | O  | I  | O  | I  | O  | I  | O  | I  | I  | O  | I  | O  | I  | O  | O  | I  | O  | I  | O  | I  | O  | I  | O  | O  | I  | O  | I  | O  | I  |
| Eredmény | D | D  | V  | V  | V  | V  | V  | GY | V  | V  | V  | GY | GY | GY | D  | D  | GY | V  | GY | D  | V  | GY | GY | D  | GY | V  | V  | D  | V  | V  |
| Helyezés | 7 | 10 | 12 | 12 | 13 | 13 | 14 | 15 | 15 | 15 | 15 | 15 | 13 | 12 | 10 | 11 | 9  | 9  | 9  | 9  | 10 | 9  | 9  | 9  | 9  | 9  | 10 | 9  | 10 | 11 |

### Eredmények összesítése
Az alábbi táblázatban összesítve szerepelnek a Ferencváros 2011/12-es bajnokságban elért eredményei.
| Ősz/tavasz (forduló)    | Otthon | Otthon | Otthon | Otthon | Otthon | Otthon | Otthon | Idegenben | Idegenben | Idegenben | Idegenben | Idegenben | Idegenben | Idegenben |
| Ősz/tavasz (forduló)    | M      | GY     | D      | V      | LG–KG  | GK     | P      | M         | GY        | D         | V         | LG–KG     | GK        | P         |
| ----------------------- | ------ | ------ | ------ | ------ | ------ | ------ | ------ | --------- | --------- | --------- | --------- | --------- | --------- | --------- |
| Őszi szezon (1–17.)     | 8      | 2      | 3      | 3      | 7–5    | +2     | 9      | 9         | 3         | 1         | 5         | 9–12      | –3        | 10        |
| Tavaszi szezon (18–30.) | 7      | 2      | 2      | 3      | 6–8    | –2     | 8      | 6         | 2         | 1         | 3         | 9–11      | –2        | 7         |
| Összesen (1–30.)        | 15     | 4      | 5      | 6      | 13–13  | 0      | 17     | 15        | 5         | 2         | 8         | 18–23     | –5        | 17        |

### Ligakupa csoportkör
| Csapat            | M | Gy | D | V | G+ | G– | Gk | P  |
| ----------------- | - | -- | - | - | -- | -- | -- | -- |
| Kaposvári Rákóczi | 6 | 4  | 1 | 1 | 9  | 5  | +4 | 13 |
| Pécsi MFC         | 6 | 3  | 1 | 2 | 10 | 6  | +4 | 10 |
| BFC Siófok        | 6 | 3  | 1 | 2 | 7  | 7  | 0  | 10 |
| Ferencváros       | 6 | 0  | 1 | 5 | 6  | 14 | –8 | 1  |

### Mérkőzések
| Lejátszott mérkőzések száma        | 43 (30 OTP Bank Liga, 3 Magyar kupa, 6 Ligakupa, 4 Európa-liga) |
| Győzelmek száma                    | 13 (9 OTP Bank Liga, 1 Magyar kupa, 0 Ligakupa, 3 Európa-liga)  |
| Döntetlenek száma                  | 10 (7 OTP Bank Liga, 2 Magyar kupa, 1 Ligakupa, 0 Európa-liga)  |
| Vereségek száma                    | 20 (14 OTP Bank Liga, 0 Magyar kupa, 5 Ligakupa, 1 Európa-liga) |
| Szerzett gólok száma               | 52                                                              |
| Kapott gólok száma                 | 57                                                              |
| Gólkülönbség                       | –5                                                              |
| Sárga lapok                        | 92                                                              |
| Kiállítások                        | 8                                                               |
| Legtöbbet figyelmeztetett játékos  | Grúz Tamás (9 , 1 )                                             |
| Legnagyobb arányú győzelem         | Ferencváros 3–0 Ulisz (2011. 06. 30.)                           |
| Legnagyobb arányú győzelem         | Ferencváros 3–0 Újpest (2011. 10. 22.)                          |
| Legnagyobb arányú győzelem         | Szolnoki MÁV 2–5 Ferencváros (2011. 10. 26.)                    |
| Legnagyobb arányú vereség          | Ferencváros 1–4 Pécsi MFC (2011. 09. 07.)                       |
| Legmagasabb hazai nézőszám         | 12 100 néző, Ferencváros 3–0 Újpest (2011. 10. 22.)             |
| Legalacsonyabb hazai nézőszám      | 200 néző, Ferencváros 1–2 BFC Siófok (2011. 11. 16.)            |
| Legtöbbször pályára lépett játékos | Júnior (33 mérkőzés)                                            |
| Házi gólkirály                     | Pölöskey Péter (7 )                                             |
| Pontok                             | 49/129 (37,99%)                                                 |

### Kiírások
| Kiírás        | Statisztikák | Statisztikák | Statisztikák | Statisztikák | Statisztikák | Statisztikák | Kezdő forduló   | Végső forduló/ helyezés | Mérkőzések dátumai | Mérkőzések dátumai |
| Kiírás        | M            | GY           | D            | V            | LG–KG        | GK           | Kezdő forduló   | Végső forduló/ helyezés | Első               | Utolsó             |
| ------------- | ------------ | ------------ | ------------ | ------------ | ------------ | ------------ | --------------- | ----------------------- | ------------------ | ------------------ |
| OTP Bank Liga | 30           | 9            | 7            | 14           | 31–36        | –5           | —               |                         | 2011. 07. 17.      | 2012. 05. 26.      |
| Magyar kupa   | 3            | 1            | 2            | 0            | 7–4          | +3           | 4. forduló      | Nyolcaddöntő            | 2011. 10. 26.      | 2011. 12. 03.      |
| Ligakupa      | 6            | 0            | 1            | 5            | 6–14         | –8           | Csoportkör      | Csoportkör              | 2011. 08. 31.      | 2011. 11. 16.      |
| Európa-liga   | 4            | 3            | 0            | 1            | 8–4          | +4           | 1. selejtezőkör | 2. selejtezőkör         | 2011. 06. 30.      | 2011. 07. 21.      |

## Lásd még
- 2011–2012 a magyar labdarúgásban